# Ким Хёнгём
Ким Хёнгём (кор. 김현겸; род. 27 июня 2006, Сеул, Республика Корея) — южнокорейский фигурист, выступающий в одиночном катании. Серебряный призёр чемпионата Республики Корея (2023), двукратный чемпион юношеских Олимпийских игр в личном и командном первенстве (2024), серебряный призёр юниорского финала Гран-при (2023).

## Биография
Родился в 2006 году в Сеуле. С раннего детства занимается фигурным катанием. Тренируется в родном Сеуле под руководством Чи Хёнджон и Ким Джинсо. Над постановкой программ и хореографией работает с Син Йеджи. Вне фигурного катания увлекается кулинарией.
В сезоне 2021/22 выступил на двух этапах юниорского Гран-при. Сперва он занял восьмое место турнира в Польше, а затем стал девятым на этапе, проходившем в Австрии. В том же сезоне он участвовал во взрослом чемпионате Республики Корея, финишировав седьмым по результатам двух программ. Кроме этого, завоевал золото международного юниорского турнира Triglav Trophy 2022.
По ходу следующего сезона, 2022/23 годов, Ким дебютировал на взрослом международном уровне. Он соревновался на Мемориале Непелы, где расположился рядом с пьедесталом, заняв четвёртое место, и на Finlandia Trophy, оказавшись двенадцатым. Главным успехом сезона для него стала серебряная медаль национального чемпионата среди взрослых. Он набрал 237,23 балла, уступив лидеру Чха Джунхвану, который победил с 271,21 баллами. Благодаря серебру на чемпионате страны Ким был включён в национальную сборную, и отправился на юниорский чемпионат мира, став там шестым.

## Программы
| Сезон   | Короткая программа                                     | Произвольная программа |
| ------- | ------------------------------------------------------ | --- |
| 2024/25 | - «Amuse Bouche» (из фильма «Меню») Колин Стетсон      | - «Hold on to Hope in the Dark Times» (из фильма «Сердце дракона: Возмездие») Марк Маккензи - «Einon» - «To the Stars» (из фильма «Сердце дракона») Рэнди Эдельман |
| 2023/24 | - «Music» Джон Майлз                                   | - «Реквием по мечте» Клинт Мэнселл |
| 2022/23 | - «Mi Mancherai (Il Postino)» Джош Гробан, Джошуа Белл | - «Вестсайдская история» Леонард Бернстайн |
| 2021/22 | - «Тоска: E lucevan le stelle» Лучано Паваротти        | - «Человек в железной маске» Ник Гленни-Смит |

## Результаты
| Соревнования                   | 21/22         | 22/23         | 23/24         | 24/25         | 25/26         |
| Международные                  | Международные | Международные | Международные | Международные | Международные |
| ------------------------------ | ------------- | ------------- | ------------- | ------------- | ------------- |
| Чемпионат мира                 |               |               | 18            | 26            |               |
| Чемпионат четырёх континентов  |               |               |               | 7             |               |
| Гран-при Китая                 |               |               |               | 9             |               |
| CS Finlandia Trophy            |               | 12            |               |               |               |
| CS Мемориал Непелы             |               | 4             | 4             |               |               |
| CS Cranberry Cup               |               |               |               | 7             |               |
| Asian Open Trophy              |               |               |               | 4             | 1             |
| Азиатские игры                 |               |               |               | WD            |               |
| Международные среди юниоров    |               |               |               |               |               |
| Чемпионат мира                 |               | 6             |               |               |               |
| Олимпийские игры               |               |               | 1             |               |               |
| Финал Гран-при                 |               |               | 2             |               |               |
| Гран-при Австрии               | 9             |               | 2             |               |               |
| Гран-при Польши                | 8             |               |               |               |               |
| Гран-при Венгрии               |               |               | 1             |               |               |
| Triglav Trophy                 | 1             |               |               |               |               |
| Национальные                   |               |               |               |               |               |
| Чемпионат Республики Корея     | 7             | 2             | 4             | 4             |               |
| CS — турнир серии «Челленджер» |               |               |               |               |               |